# Rhuddlan
Rhuddlan is een plaats in het Welshe graafschap Denbighshire.
Rhuddlan telt 4296 inwoners.